# Giulio Corsini
Giulio Corsini (Bergamo, 28 settembre 1933 – Bergamo, 31 dicembre 2009) è stato un allenatore di calcio e calciatore italiano.

## Carriera

### Giocatore
Terzino sinistro cresciuto nel vivaio dell'Atalanta, debutta in Serie A a 20 anni, conquistandosi un posto da titolare che manterrà per altre quattro stagioni, tutte nel massimo campionato.
Viene poi acquistato dalla Roma, dove disputa sette stagioni durante le quali vince anche una Coppa delle Fiere. Con il portiere Cudicini e il terzino destro Alfio Fontana, Giulio Corsini forma un trio difensivo tra i più forti e noti del calcio italiano della prima metà degli anni Sessanta.
Conclude la carriera da calciatore tra le file del Mantova, dove disputa quattro stagioni, tre delle quali in Serie A.

### Allenatore

Corsini alla guida della Lazio nell'estate del 1975

Dopo aver concluso la carriera da calciatore con il Mantova, la società virgiliana lo promuove immediatamente al ruolo di allenatore in seconda, fino a quando il presidente dell'Atalanta, Achille Bortolotti, gli offre la possibilità di sedersi sulla panchina della propria squadra nella stagione 1970-1971, al fine di portarla in Serie A. Ottiene la promozione al primo anno, dopo gli spareggi contro Bari e Catanzaro.
L'anno successivo ottiene una salvezza, cosa che non gli riesce nel 1972-1973, anno in cui l'Atalanta torna in Serie B. Confermato per la stagione successiva con il compito di un pronto ritorno nella massima serie, viene invece esonerato dopo sole sette giornate a favore di Heriberto Herrera.
Nel 1974-1975 passa alla Sampdoria, che dovrebbe disputare il campionato di Serie B ma viene ripescata in massima serie. Con una formazione costruita per la serie inferiore ottiene un dodicesimo posto che gli vale la chiamata della Lazio, reduce da un quarto posto nell'annata post-scudetto. Dopo 7 giornate di campionato e 5 soli punti conquistati che valgono un penultimo posto, oltre all'eliminazione ai sedicesimi di finale di Coppa UEFA per mano del Barcellona, il presidente Lenzini lo esonera optando per il ritorno di Tommaso Maestrelli, ripresosi solo temporaneamente dai noti problemi di salute.
Nella stagione 1976-1977 passa al Cesena, reduce dalla qualificazione alla Coppa UEFA, ma anche qui viene esonerato dopo solo 3 giornate.
Torna quindi all'Atalanta dove ha la possibilità di allenare le squadre giovanili, fino alla breve esperienza di Bari dove, subentrato a stagione in corso, viene a sua volta esonerato prima del termine del campionato. Viene richiamato ancora a Bergamo in sostituzione di Bruno Bolchi, retrocedendo in Serie C1; conclude così la carriera di allenatore.
Muore il 31 dicembre 2009, dopo una lunga malattia.

## Statistiche

### Statistiche da allenatore
| Stagione            | Squadra         | Campionato      | Campionato | Campionato | Campionato | Campionato | Coppe nazionali | Coppe nazionali | Coppe nazionali | Coppe nazionali | Coppe nazionali | Coppe continentali | Coppe continentali | Coppe continentali | Coppe continentali | Coppe continentali | Altre coppe | Altre coppe | Altre coppe | Altre coppe | Altre coppe | Totale | Totale | Totale | Totale | % Vittorie | Piazzamento      |
| Stagione            | Squadra         | Comp            | G          | V          | N          | P          | Comp            | G               | V               | N               | P               | Comp               | G                  | V                  | N                  | P                  | Comp        | G           | V           | N           | P           | G      | V      | N      | P      | %          | Piazzamento      |
| ------------------- | --------------- | --------------- | ---------- | ---------- | ---------- | ---------- | --------------- | --------------- | --------------- | --------------- | --------------- | ------------------ | ------------------ | ------------------ | ------------------ | ------------------ | ----------- | ----------- | ----------- | ----------- | ----------- | ------ | ------ | ------ | ------ | ---------- | ---------------- |
| 1970-1971           | Atalanta        | B               | 38+2       | 15+2       | 17         | 6          | CI              | 4               | 1               | 3               | 0               | -                  | -                  | -                  | -                  | -                  | -           | -           | -           | -           | -           | 44     | 18     | 20     | 6      | 40,91      | 2º (prom.)       |
| 1971-1972           | Atalanta        | A               | 30         | 9          | 8          | 13         | CI              | 4               | 0               | 3               | 1               | CA-I               | 4                  | 2                  | 1                  | 1                  | -           | -           | -           | -           | -           | 38     | 11     | 12     | 15     | 28,95      | 11º              |
| 1972-1973           | Atalanta        | A               | 30         | 5          | 14         | 11         | CI              | 10              | 6               | 2               | 2               | -                  | -                  | -                  | -                  | -                  | -           | -           | -           | -           | -           | 40     | 11     | 16     | 13     | 27,50      | 14º              |
| ago.-nov. 1973      | Atalanta        | B               | 6          | 2          | 1          | 3          | CI              | 4               | 2               | 2               | 0               | -                  | -                  | -                  | -                  | -                  | -           | -           | -           | -           | -           | 10     | 4      | 3      | 3      | 40,00      | Eson.            |
| 1974-1975           | Sampdoria       | A               | 30         | 4          | 16         | 10         | CI              | 4               | 0               | 2               | 2               | -                  | -                  | -                  | -                  | -                  | -           | -           | -           | -           | -           | 34     | 4      | 18     | 12     | 11,76      | 12º              |
| ago.-nov. 1975      | Lazio           | A               | 7          | 1          | 3          | 3          | CI              | 4               | 2               | 2               | 0               | CU                 | 4                  | 1                  | 0                  | 3                  | -           | -           | -           | -           | -           | 15     | 4      | 5      | 6      | 26,67      | Eson.            |
| ago.-ott. 1976      | Cesena          | A               | 3          | 0          | 0          | 3          | CI              | 4               | 1               | 2               | 1               | CU                 | 2                  | 1                  | 0                  | 1                  | -           | -           | -           | -           | -           | 9      | 2      | 2      | 5      | 22,22      | Eson.            |
| dic. 1978-apr. 1979 | Bari            | B               | 20         | 2          | 14         | 4          | CI              | 0               | 0               | 0               | 0               | -                  | -                  | -                  | -                  | -                  | -           | -           | -           | -           | -           | 20     | 2      | 14     | 4      | 10,00      | Sub., Eson.      |
| gen.-giu. 1981      | Atalanta        | B               | 19         | 4          | 6          | 9          | CI              | 0               | 0               | 0               | 0               | -                  | -                  | -                  | -                  | -                  | -           | -           | -           | -           | -           | 19     | 4      | 6      | 9      | 21,05      | Sub. 19º (retr.) |
| Totale Atalanta     | Totale Atalanta | Totale Atalanta | 125        | 37         | 46         | 42         |                 | 22              | 9               | 10              | 3               |                    | 4                  | 2                  | 1                  | 1                  |             | -           | -           | -           | -           | 151    | 48     | 57     | 46     | 31,79      |                  |
| Totale carriera     | Totale carriera | Totale carriera | 185        | 44         | 79         | 62         |                 | 34              | 12              | 16              | 6               |                    | 10                 | 4                  | 1                  | 5                  |             | -           | -           | -           | -           | 229    | 60     | 96     | 73     | 26,20      |                  |

## Palmarès

### Giocatore

#### Club

##### Competizioni nazionali
- Coppa Italia: 1

Roma: 1963-1964

##### Competizioni internazionali
- Coppa delle Fiere: 1

Roma: 1960-1961

### Allenatore

#### Individuale
- Seminatore d'oro: 1

1970-1971